# John S. Battle

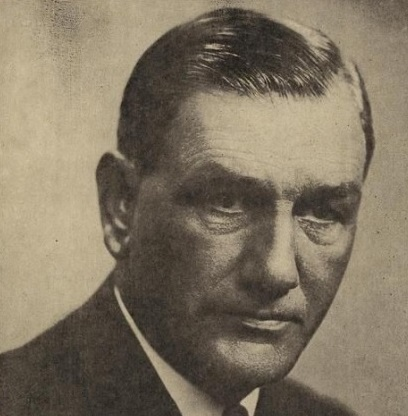
John S. Battle (1949)

John Stewart Battle (* 11. Juli 1890 in New Bern, North Carolina; † 9. April 1972) war ein US-amerikanischer Politiker und von 1950 bis 1954 Gouverneur des Bundesstaates Virginia.

## Frühe Jahre und politischer Aufstieg
John Battle besuchte das Mars Hill College und das Wake Forest College in North Carolina. Danach studierte er an der juristischen Fakultät der University of Virginia Jura. Nach seiner Zulassung als Rechtsanwalt begann er in Charlottesville in seinem neuen Beruf zu arbeiten. Während des Ersten Weltkriegs war er Soldat der US-Armee.
John Battle war Mitglied der Demokratischen Partei. Zwischen 1930 und 1934 war er Abgeordneter im Repräsentantenhaus von Virginia und von 1934 bis 1950 gehörte er dem Staatssenat an. Zwischen 1948 und 1968 war er, mit einer Ausnahme im Jahr 1964, Delegierter auf den jeweiligen Democratic National Conventions.

## Gouverneur von Virginia
Im Jahr 1949 wurde Battle zum neuen Gouverneur seines Staates gewählt. Er trat seine vierjährige Amtszeit am 18. Januar 1950 an. Der Gouverneur setzte sich für soziale Reformen und eine Verbesserung des Schulsystems sowie für bessere Krankenhäuser ein. Auf dem Schulsektor wurde die Lehrerbesoldung erhöht. Der in seiner Amtszeit ausgebrochene Koreakrieg führte zur Wiederbelebung des Verteidigungsrats. Im Jahr 1952 schlichtete Battle einen Disput auf dem Parteikonvent in Chicago. Damals weigerten sich die Delegierten aus Virginia, vorab einen Loyalitätseid auf den zu wählenden Präsidentschaftskandidaten abzulegen. Battle konnte mit einer Rede eine Spaltung der Partei verhindern.

## Weiterer Lebenslauf
Nach dem Ende seiner Gouverneurszeit am 11. Januar 1954 wurde Battle wieder als Rechtsanwalt in einer Kanzlei tätig. 1956 war er als demokratischer Präsidentschaftskandidat im Gespräch. Die Nominierung ging dann aber an Adlai Stevenson. Im Jahr 1959 wurde er von Präsident Dwight D. Eisenhower in die Bürgerrechtskommission berufen. John Battle starb im April 1972. Er wurde in Monticello, dem vormaligen Anwesen von Thomas Jefferson, beigesetzt.